# Cepeli, Brodî
Cepeli (în ucraineană Чепелі) este un sat în comuna Peneakî din raionul Brodî, regiunea Liov, Ucraina.

## Demografie
Componența lingvistică a localității Cepeli
     Ucraineană (100%)
Conform recensământului din 2001, toată populația localității Cepeli era vorbitoare de ucraineană (100%).